# NHL 1990/91
Die NHL-Saison 1990/91 war die 74. Spielzeit in der National Hockey League. 21 Teams spielten jeweils 80 Spiele. Den Stanley Cup gewannen die Pittsburgh Penguins nach einem 4:2-Erfolg in der Finalserie gegen die Minnesota North Stars. Bei ihrer ersten Finalteilnahme feierten die Penguins auf Anhieb ihren ersten Titelgewinn.
In der ersten Finalserie seit 1934 in der zwei Mannschaften aufeinandertrafen, die noch nie zuvor den Stanley Cup gewonnen hatten, übernahm Mario Lemieux die Regie und wurde mit 44 Punkten bester Scorer und MVP der Playoffs. Allein in der Finalserie gegen die North Stars, die als erster Vertreter der Norris Division seit der Neustrukturierung der Liga im Jahr 1981 den Sprung ins Finale geschafft hatten, gelangen ihm fünf Tore und sieben Vorlagen. Dabei hatte er das dritte Spiel wegen einer Verletzung sogar verpasst.

## Reguläre Saison

### Abschlusstabellen
Abkürzungen: W = Siege, L = Niederlagen, T = Unentschieden, GF= Erzielte Tore, GA = Gegentore, Pts = Punkte

#### Wales Conference
| Adams Division     | W  | L  | T  | GF  | GA  | Pts |
| ------------------ | -- | -- | -- | --- | --- | --- |
| Boston Bruins      | 44 | 24 | 12 | 299 | 264 | 100 |
| Montréal Canadiens | 39 | 30 | 11 | 273 | 249 | 89  |
| Buffalo Sabres     | 31 | 30 | 19 | 292 | 278 | 81  |
| Hartford Whalers   | 31 | 38 | 11 | 238 | 276 | 73  |
| Québec Nordiques   | 16 | 50 | 14 | 236 | 354 | 46  |

| Patrick Division    | W  | L  | T  | GF  | GA  | Pts |
| ------------------- | -- | -- | -- | --- | --- | --- |
| Pittsburgh Penguins | 41 | 33 | 6  | 342 | 305 | 88  |
| New York Rangers    | 36 | 31 | 13 | 297 | 265 | 85  |
| Washington Capitals | 37 | 36 | 7  | 258 | 258 | 81  |
| New Jersey Devils   | 32 | 33 | 15 | 272 | 264 | 79  |
| Philadelphia Flyers | 33 | 37 | 10 | 252 | 267 | 76  |
| New York Islanders  | 25 | 45 | 10 | 223 | 290 | 60  |

#### Campbell Conference
| Norris Division       | W  | L  | T  | GF  | GA  | Pts |
| --------------------- | -- | -- | -- | --- | --- | --- |
| Chicago Blackhawks    | 49 | 23 | 8  | 284 | 211 | 106 |
| St. Louis Blues       | 47 | 22 | 11 | 310 | 250 | 105 |
| Detroit Red Wings     | 34 | 38 | 8  | 273 | 298 | 76  |
| Minnesota North Stars | 27 | 39 | 14 | 256 | 266 | 68  |
| Toronto Maple Leafs   | 23 | 46 | 11 | 241 | 318 | 57  |

| Smythe Division   | W  | L  | T  | GF  | GA  | Pts |
| ----------------- | -- | -- | -- | --- | --- | --- |
| Los Angeles Kings | 46 | 24 | 10 | 340 | 254 | 102 |
| Calgary Flames    | 46 | 26 | 8  | 344 | 263 | 100 |
| Edmonton Oilers   | 37 | 37 | 6  | 272 | 272 | 80  |
| Vancouver Canucks | 28 | 43 | 9  | 243 | 315 | 65  |
| Winnipeg Jets     | 26 | 43 | 11 | 260 | 288 | 63  |

### Beste Scorer
Bester Scorer war Wayne Gretzky, der für seine 163 Punkte mit 122 Vorlagen den Grundstein legte. Bester Torschütze war Brett Hull, der es auf 86 Treffer brachte und mit 389 Schüssen auch die meisten Versuche hatte. Auch in Überzahl war Hull mit 29 Toren der Beste, während in Unterzahl Dave Reid mit acht Treffern erfolgreich war. Mit einem Schnitt von 32,3 landete fast jeder dritte Schuss von Sergei Makarow im Tor. Die Plus/Minus-Wertung führten Theoren Fleury und Marty McSorley mit je +48 an. Der böse Bube der Saison war Rob Ray mit 350 Strafminuten. Erfolgreichster Verteidiger war Al MacInnis mit 28 Toren, 75 Vorlagen und 103 Punkten.
Abkürzungen: GP = Spiele, G = Tore, A = Assists, Pts = Punkte, +/- = Plus/Minus, PIM = Strafminuten; Fett: Saisonbestwert
| Spieler        | Team                | GP | G  | A   | Pts | +/- | PIM |
| -------------- | ------------------- | -- | -- | --- | --- | --- | --- |
| Wayne Gretzky  | Los Angeles         | 78 | 41 | 122 | 163 | +30 | 16  |
| Brett Hull     | St. Louis           | 78 | 86 | 45  | 131 | +23 | 22  |
| Adam Oates     | St. Louis           | 61 | 25 | 90  | 115 | +15 | 29  |
| Mark Recchi    | Pittsburgh          | 78 | 40 | 73  | 113 | 0   | 48  |
| John Cullen    | Pittsburgh/Hartford | 78 | 39 | 71  | 110 | −6  | 101 |
| Joe Sakic      | Quebec              | 80 | 48 | 61  | 109 | −26 | 24  |
| Steve Yzerman  | Detroit             | 80 | 51 | 57  | 108 | −2  | 34  |
| Theoren Fleury | Calgary             | 79 | 51 | 53  | 104 | +48 | 136 |
| Al MacInnis    | Calgary             | 78 | 28 | 75  | 103 | +42 | 90  |
| Steve Larmer   | Chicago             | 80 | 44 | 57  | 101 | +37 | 79  |

### Beste Torhüter
Abkürzungen: GP = Spiele, TOI = Eiszeit (in Minuten), W = Siege, L = Niederlagen, T = Unentschieden, GA = Gegentore, SO = Shutouts, Sv% = gehaltene Schüsse (in %), GAA = Gegentorschnitt; Fett: Saisonbestwert
| Spieler      | Team         | GP | TOI  | W  | L  | T | GA  | SO | Sv%   | GAA  |
| ------------ | ------------ | -- | ---- | -- | -- | - | --- | -- | ----- | ---- |
| Ed Belfour   | Chicago      | 74 | 4127 | 43 | 19 | 7 | 170 | 4  | 0,910 | 2,47 |
| Don Beaupre  | Washington   | 45 | 2572 | 20 | 18 | 3 | 113 | 5  | 0,897 | 2,64 |
| Patrick Roy  | Montreal     | 48 | 2835 | 25 | 15 | 6 | 128 | 1  | 0,901 | 2,71 |
| Andy Moog    | Boston       | 51 | 2844 | 25 | 13 | 9 | 136 | 4  | 0,896 | 2,87 |
| Pete Peeters | Philadelphia | 26 | 1270 | 9  | 7  | 1 | 61  | 1  | 0,902 | 2,88 |

### Beste Rookiescorer
Bester Scorer unter den Rookies war Sergei Fjodorow, der mit 31 Toren, 48 Vorlagen und 79 die Scorerliste der Rookies anführte. Die Plus/Minus-Wertung der Rookies führten aus Calgary Robert Reichel und Stéphane Matteau mit je +17 an. Der böse Bube unter den Rookies war Chicagos Mike Peluso mit 320 Strafminuten.
Abkürzungen: Sp = Spiele, T = Tore, V = Assists, Pkt = Punkte, +/− = Plus/Minus, SM = Strafminuten; Fett: Turnierbestwert
| Spieler          | Mannschaft  | Sp | T  | V  | Pkt | +/− | SM  |
| ---------------- | ----------- | -- | -- | -- | --- | --- | --- |
| Sergei Fjodorow  | Detroit     | 77 | 31 | 48 | 79  | +11 | 66  |
| Ken Hodge junior | Boston      | 70 | 30 | 29 | 59  | +11 | 20  |
| Mats Sundin      | Quebec      | 80 | 23 | 36 | 59  | −24 | 58  |
| Jaromír Jágr     | Pittsburgh  | 80 | 27 | 30 | 57  | −4  | 42  |
| Rob Blake        | Los Angeles | 75 | 12 | 34 | 46  | +3  | 125 |

## Stanley-Cup-Playoffs
|  | Division-Halbfinale | Division-Halbfinale   | Division-Halbfinale   |                       |                       | Division-Finale | Division-Finale              | Division-Finale |  |  | Conference-Finale | Conference-Finale | Conference-Finale |  |  | Stanley-Cup-Finale | Stanley-Cup-Finale | Stanley-Cup-Finale |
|  |                     |                       |                       |                       |                       |                 |                              |                 |  |  |                   |                   |                   |  |  |                    |                    |                    |
|  | A1                  | Boston Bruins         | 4                     |                       |                       |                 |                              |                 |  |  |                   |                   |                   |  |  |                    |                    |                    |
|  | A4                  | Hartford Whalers      | 2                     |                       |                       |                 |                              |                 |  |  |                   |                   |                   |  |  |                    |                    |                    |
|  | A4                  | Hartford Whalers      | 2                     | A1                    | Boston Bruins         | 4               |                              |                 |  |  |                   |                   |                   |  |  |                    |                    |                    |
|  |                     |                       |                       | A1                    | Boston Bruins         | 4               |                              |                 |  |  |                   |                   |                   |  |  |                    |                    |                    |
|  |                     |                       | A2                    | Canadiens de Montréal | 3                     |                 |                              |                 |  |  |                   |                   |                   |  |  |                    |                    |                    |
|  | A2                  | Canadiens de Montréal | A2                    | Canadiens de Montréal | 3                     | 4               |                              |                 |  |  |                   |                   |                   |  |  |                    |                    |                    |
|  | A2                  | Canadiens de Montréal |                       |                       |                       | 4               |                              |                 |  |  |                   |                   |                   |  |  |                    |                    |                    |
|  | A3                  | Buffalo Sabres        | 2                     |                       |                       |                 |                              |                 |  |  |                   |                   |                   |  |  |                    |                    |                    |
|  | A3                  | Buffalo Sabres        | 2                     | A1                    | Boston Bruins         | 2               |                              |                 |  |  |                   |                   |                   |  |  |                    |                    |                    |
|  |                     |                       |                       | A1                    | Boston Bruins         | 2               | Prince of Wales Conference   |                 |  |  |                   |                   |                   |  |  |                    |                    |                    |
|  |                     | P1                    | Pittsburgh Penguins   | 4                     |                       |                 |                              |                 |  |  |                   |                   |                   |  |  |                    |                    |                    |
|  | P1                  | P1                    | Pittsburgh Penguins   | 4                     | Pittsburgh Penguins   | 4               |                              |                 |  |  |                   |                   |                   |  |  |                    |                    |                    |
|  | P1                  |                       |                       |                       | Pittsburgh Penguins   | 4               |                              |                 |  |  |                   |                   |                   |  |  |                    |                    |                    |
|  | P4                  | New Jersey Devils     | 3                     |                       |                       |                 |                              |                 |  |  |                   |                   |                   |  |  |                    |                    |                    |
|  | P4                  | New Jersey Devils     | 3                     | P1                    | Pittsburgh Penguins   | 4               |                              |                 |  |  |                   |                   |                   |  |  |                    |                    |                    |
|  |                     |                       |                       | P1                    | Pittsburgh Penguins   | 4               |                              |                 |  |  |                   |                   |                   |  |  |                    |                    |                    |
|  |                     |                       | P3                    | Washington Capitals   | 1                     |                 |                              |                 |  |  |                   |                   |                   |  |  |                    |                    |                    |
|  | P2                  | New York Rangers      | P3                    | Washington Capitals   | 1                     | 2               |                              |                 |  |  |                   |                   |                   |  |  |                    |                    |                    |
|  | P2                  | New York Rangers      |                       |                       |                       |                 |                              |                 |  |  |                   |                   |                   |  |  |                    |                    |                    |
|  | P3                  | Washington Capitals   | 4                     |                       |                       |                 |                              |                 |  |  |                   |                   |                   |  |  |                    |                    |                    |
|  | P3                  | Washington Capitals   | 4                     | P1                    | Pittsburgh Penguins   | 4               |                              |                 |  |  |                   |                   |                   |  |  |                    |                    |                    |
|  |                     |                       |                       |                       |                       |                 |                              |                 |  |  |                   |                   |                   |  |  |                    |                    |                    |
|  |                     | N4                    | Minnesota North Stars | 2                     |                       |                 |                              |                 |  |  |                   |                   |                   |  |  |                    |                    |                    |
|  | N1                  | N4                    | Minnesota North Stars | 2                     | Chicago Blackhawks    | 2               |                              |                 |  |  |                   |                   |                   |  |  |                    |                    |                    |
|  | N1                  |                       |                       |                       | Chicago Blackhawks    | 2               |                              |                 |  |  |                   |                   |                   |  |  |                    |                    |                    |
|  | N4                  | Minnesota North Stars | 4                     |                       |                       |                 |                              |                 |  |  |                   |                   |                   |  |  |                    |                    |                    |
|  | N4                  | Minnesota North Stars | 4                     | N4                    | Minnesota North Stars | 4               |                              |                 |  |  |                   |                   |                   |  |  |                    |                    |                    |
|  |                     |                       |                       | N4                    | Minnesota North Stars | 4               |                              |                 |  |  |                   |                   |                   |  |  |                    |                    |                    |
|  |                     |                       | N2                    | St. Louis Blues       | 2                     |                 |                              |                 |  |  |                   |                   |                   |  |  |                    |                    |                    |
|  | N2                  | St. Louis Blues       | N2                    | St. Louis Blues       | 2                     | 4               |                              |                 |  |  |                   |                   |                   |  |  |                    |                    |                    |
|  | N2                  | St. Louis Blues       |                       |                       |                       | 4               |                              |                 |  |  |                   |                   |                   |  |  |                    |                    |                    |
|  | N3                  | Detroit Red Wings     | 3                     |                       |                       |                 |                              |                 |  |  |                   |                   |                   |  |  |                    |                    |                    |
|  | N3                  | Detroit Red Wings     | 3                     | N4                    | Minnesota North Stars | 4               |                              |                 |  |  |                   |                   |                   |  |  |                    |                    |                    |
|  |                     |                       |                       | N4                    | Minnesota North Stars | 4               | Clarence Campbell Conference |                 |  |  |                   |                   |                   |  |  |                    |                    |                    |
|  |                     | S3                    | Edmonton Oilers       | 1                     |                       |                 |                              |                 |  |  |                   |                   |                   |  |  |                    |                    |                    |
|  | S1                  | S3                    | Edmonton Oilers       | 1                     | Los Angeles Kings     | 4               |                              |                 |  |  |                   |                   |                   |  |  |                    |                    |                    |
|  | S1                  |                       |                       |                       |                       |                 |                              |                 |  |  |                   |                   |                   |  |  |                    |                    |                    |
|  | S4                  | Vancouver Canucks     | 2                     |                       |                       |                 |                              |                 |  |  |                   |                   |                   |  |  |                    |                    |                    |
|  | S4                  | Vancouver Canucks     | 2                     | S1                    | Los Angeles Kings     | 2               |                              |                 |  |  |                   |                   |                   |  |  |                    |                    |                    |
|  |                     |                       |                       | S1                    | Los Angeles Kings     | 2               |                              |                 |  |  |                   |                   |                   |  |  |                    |                    |                    |
|  |                     |                       | S3                    | Edmonton Oilers       | 4                     |                 |                              |                 |  |  |                   |                   |                   |  |  |                    |                    |                    |
|  | S2                  | Calgary Flames        | S3                    | Edmonton Oilers       | 4                     | 3               |                              |                 |  |  |                   |                   |                   |  |  |                    |                    |                    |
|  | S2                  | Calgary Flames        |                       |                       |                       |                 |                              |                 |  |  |                   |                   |                   |  |  |                    |                    |                    |
|  | S3                  | Edmonton Oilers       | 4                     |                       |                       |                 |                              |                 |  |  |                   |                   |                   |  |  |                    |                    |                    |

## NHL Awards und vergebene Trophäen
- Hauptartikel: NHL Awards 1991

| Auszeichnung                          | Spieler                    | Team                             |
| ------------------------------------- | -------------------------- | -------------------------------- |
| Alka-Seltzer Plus Award:              | Marty McSorley Theo Fleury | Los Angeles Kings Calgary Flames |
| Art Ross Trophy:                      | Wayne Gretzky              | Los Angeles Kings                |
| Bill Masterton Memorial Trophy:       | Dave Taylor                | Los Angeles Kings                |
| Bud Light/NHL Man of the Year:        | Kevin Dineen               | Hartford Whalers                 |
| Calder Memorial Trophy:               | Ed Belfour                 | Chicago Blackhawks               |
| Conn Smythe Trophy:                   | Mario Lemieux              | Pittsburgh Penguins              |
| Frank J. Selke Trophy:                | Dirk Graham                | Chicago Blackhawks               |
| Hart Memorial Trophy:                 | Brett Hull                 | St. Louis Blues                  |
| Jack Adams Award:                     | Brian Sutter               | St. Louis Blues                  |
| James Norris Memorial Trophy:         | Ray Bourque                | Boston Bruins                    |
| King Clancy Memorial Trophy:          | Dave Taylor                | Los Angeles Kings                |
| Lady Byng Memorial Trophy:            | Wayne Gretzky              | Los Angeles Kings                |
| Lester B. Pearson Award:              | Brett Hull                 | St. Louis Blues                  |
| Lester Patrick Trophy:                | Rod Gilbert Mike Ilitch    |                                  |
| Pro Set NHL Player of the Year Award: | Brett Hull                 | St. Louis Blues                  |
| Trico Goaltender Award:               | Ed Belfour                 | Chicago Blackhawks               |
| Vezina Trophy:                        | Ed Belfour                 | Chicago Blackhawks               |
| William M. Jennings Trophy:           | Ed Belfour                 | Chicago Blackhawks               |
| Presidents’ Trophy                    | Presidents’ Trophy         | Chicago Blackhawks               |
| Prince of Wales Trophy                | Prince of Wales Trophy     | Pittsburgh Penguins              |
| Clarence S. Campbell Bowl             | Clarence S. Campbell Bowl  | Minnesota North Stars            |
| Stanley Cup                           | Stanley Cup                | Pittsburgh Penguins              |